# جانقو قوا (ال کلائو)
جانقو قوا (به اسپانیایی: Janq'u Q'awa) یک کوه در پرو است که در Peru, Puno Region, El Collao Province واقع شده‌است. جانقو قوا ۵٬۰۰۰ متر بالاتر از سطح دریا واقع شده‌است.